# Ismail II (Safawiden)

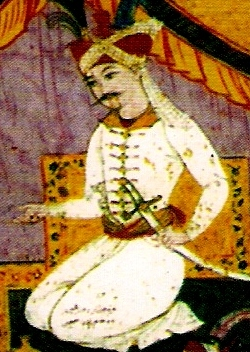
Ismail II

Ismael II was een sjah van de Safawiden, een dynastie die van 1501 tot 1736 over het gebied dat nu Iran is heerste. Ismael II was de derde sjah van de Safawiden, zijn voorganger was Tahmasp I en zijn opvolger Mohammed Khodabanda. Ismael II heerste over het rijk van 1576 tot 1578.